# José María de la Torre Colmenero
José María de la Torre Colmenero (Jaén, 23 de noviembre de 1948) es un político español.

## Biografía
José María de la Torre Colmenero nace en Jaén en el año de 1948.
Titulación Académica: Estudios de  Licenciatura de Derecho en la Universidad de Granada.
Funcionario de carrera de la Admón del Estado.- Cuerpo Especial Ejecutivo de Telecomunicaciones.- Empleado de Banca
Militante del PSOE desde 1975 ha sido Secretario General de la Agrupación Local de Jaén, Vicesecretario General de la Agrupación Provincial de Jaén, miembro de la Comisión Ejecutiva del PSOE de Andalucía y miembro asimismo del Comité Federal del PSOE.
Elegido concejal por el  PSOE en el Ayuntamiento de Jaén en el año 1979. Diputado Provincial y Vicepresidente de la Diputación de Jaén desde 1983 hasta 1986.  Fue el alcalde de la ciudad de Jaén durante tres mandatos. El primero va desde 1986 cuando  Emilio Arroyo López entonces alcalde dimite hasta el fin del mandato.  El segundo va desde 1987 hasta junio de 1989 cuando sufrió una moción de censura tras la que dejó de ser alcalde en favor del popular Alfonso Sánchez Herrera. En las elecciones de 1991 recuperó la alcaldía completando el mandato hasta junio de 1995.
En simultaneidad con el cargo de Alcalde-Presidente del Excmo. Ayuntamiento de Jaén ha sido también Diputado por Jaén en el Parlamento de Andalucía desde el año 1986 hasta 1989 y senador por la misma provincia desde 1989 hasta 1996 siendo portavoz en la comisión de AA.PP. y de la sección de la función Pública de los Presupuestos Generales del Estado. En 1996 deja la política activa y se reincorpora a su actividad profesional.
En el año 2005 es elegido representando al grupo de municipios, miembro del Consejo de Administración de Caja Jaén y de su Comisión Ejecutiva. En el año 2010 Tras la fusión de Caja Jaén y Unicaja  es nombrado Vicepresidente tercero de Unicaja. En el año 2011 el Consejo de Unicaja lo elige para formar parte del Consejo de Administración de Unicaja Banco puesto que ocupa hasta abril del año 2018.
Escritor y colaborador en la prensa regional y local es autor de los siguientes libros: "Los días olvidados" (Crónica histórica)  VV.AA.  2002.-  Historias Republicanas (Antología de relatos de escritores jaeneses), 2006.-  Desde otra orilla.artículos. 2011.-